# Teologia della morte di Dio
La teologia della morte di Dio è un'espressione nata a partire dal biennio 1965-66, allorché la rivista Time la diffuse mediante una serie di articoli scritti dai maggiori esponenti della cosiddetta "teologia radicale" americana.

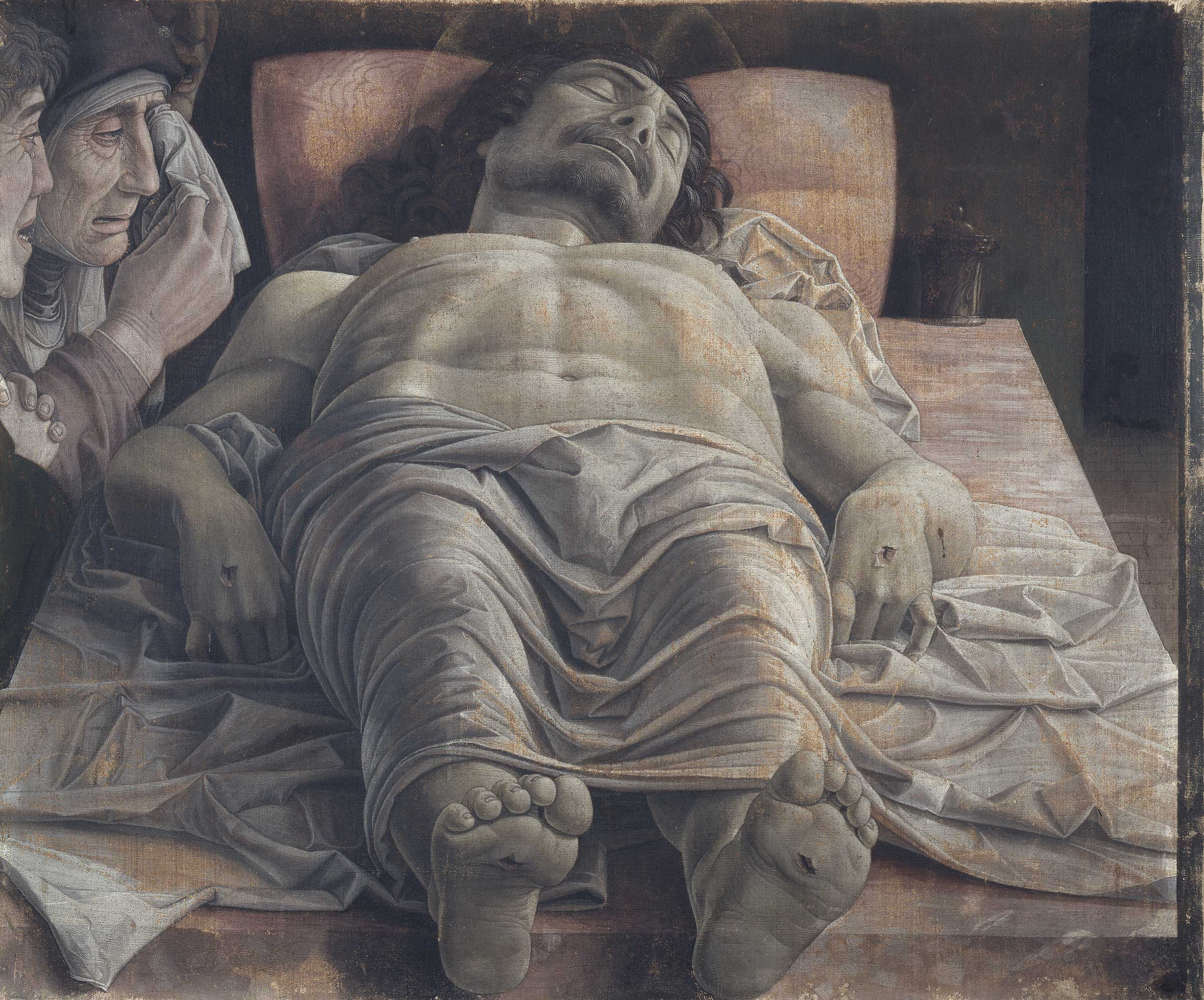
Cristo morto di Andrea Mantegna

## Il mito
Questo movimento teologico affonda le sue radici nel mito presente in più tradizioni. Oltre che nel cristianesimo una morte divina è presente, in un contesto diverso, soprattutto nelle mitologie nordiche europee anteriori al cristianesimo, segnate dal presentimento di un imminente crepuscolo degli dei. Ancora nella tradizione occidentale, nella mitologia greca, Dioniso viene ucciso e fatto a pezzi dai Titani, poi ricomposto da Apollo. Anche nella mitologia egizia si parla della morte del dio Osiride per mano del malvagio fratello Set; Osiride viene poi ricomposto e resuscitato dalla moglie e sorella Iside, con l'aiuto di Anubi. 

## La diffusione negli Stati Uniti
Come movimento teologico,si è diffuso soprattutto negli Stati Uniti d'America tra gli anni sessanta e settanta del XX secolo e ha rappresentato il primo tentativo di portare in teologia il dibattito avviato dalla filosofia analitica. Vengono sviluppate in ambito teologico delle riflessioni molto radicali sul concetto di secolarizzazione, riprendendo almeno in parte il discorso del teologo tedesco protestante Dietrich Bonhoeffer. Nel mondo contemporaneo lo spazio del sacro, del metafisico si è dissolto, l'esperienza di Dio è esperienza della sua assenza, tutta a vantaggio di un "uomo adulto" e autonomo. Esponenti della teologia della morte di Dio furono il vescovo anglicano John Arthur Thomas Robinson, William Hamilton, Thomas Altizer, Gabriel Vahanian, Harvey Cox e Paul Van Buren

## Osservazioni generali
Una affermazione analoga, "morte di Dio", era già stata utilizzata nel XIX e XX secolo. Friedrich Nietzsche la utilizzava per descrivere il proprio ateismo umanista. Anche Dietrich Bonhoeffer parlava di "morte di Dio", intendendo la morte del Dio costruito dall'uomo, la morte delle immagini, auspicata per far posto al vero Dio, al Dio del silenzio, al Dio-assente.
I teologi radicali, invece, intendevano eliminare proprio il concetto di Dio in quanto pensabile e significativo in un linguaggio umano.  Sempre gli stessi teologi, però, sostenevano che sarebbe stato ancora possibile fare teologia, anche senza i termini che indicano la trascendenza ("teologia secolare"). A spingere questi teologi ad assumere tale posizione è stata la presa di coscienza che:
- un teologo serio non può prescindere dal mondo di cui fa parte;
- in questo nostro mondo, nella nostra cultura, "Dio" non è più una realtà.

In questo contesto, quando si parla di "nostra cultura" non si intende altro che la filosofia analitica di Ludwig Wittgenstein e Bertrand Russel.  La teologia, insomma, doveva fare i conti con la sfida posta, già negli anni sessanta, da Antony Flew e dagli altri filosofi dell'Università di Oxford.  L'unica via ormai percorribile sarebbe stato un riavvicinamento tra linguaggio religioso e linguaggio etico, e quindi la rivalutazione del linguaggio religioso a prescindere dal possibile contenuto del termine "Dio".

## "Il significato secolare del vangelo"
Nell'impostazione di un'opera esemplare, il saggio di Paul van Buren del 1963, si voleva proporre una rilettura del vangelo che prescindesse da tutte le prospettive di trascendenza: si trattava di parlare di Gesù Cristo in un modo diverso da quello canonizzato dalla tradizione. Secondo van Buren, il parlare di Gesù Cristo è stato falsato dalle controversie cristologiche dei primi secoli: i cristiani, per sfuggire all'accusa di impietas, di "empietà", in quanto esaltavano e adoravano un essere umano, Gesù appunto, elaborarono una teologia del Logos, ratificata dal Concilio di Calcedonia. Proprio in questo passaggio, tutto il messaggio di Cristo e la sua storia personale furono riletti in chiave di trascendenza (bisogna ammettere che, anche da un punto di vista puramente storico, questa rilettura delle origini della religione cristiana presenti diversi punti deboli). Van Buren ammette che la teologia del XX secolo sia riuscita a portare qualche modifica all'impianto rigidamente metafisico sancito a Calcedonia, ma l'impianto di fondo resta sempre lo stesso. Nel quadro culturale contemporaneo, invece, non c'è più posto per una teologia del Logos. È giunto il momento, invece, di impostare una cristologia di Gesù come uomo, una "teologia umanistica". Bisogna fare lo sforzo di rileggere i vangeli reinterpretando tutte le espressioni che sembrano alludere ad una natura divina di Gesù: resta il vangelo di Gesù Cristo uomo.
L'espressione "Figlio di Dio", per esempio, è una locuzione superata per dire che Gesù Cristo era un uomo diverso dagli altri, un uomo libero (dal mondo, dalle tradizioni, dalla religione, dall'egoismo: un uomo libero di donarsi completamente agli altri). Con le vicende della Pasqua, questo ideale di libertà e donazione è passato ai discepoli: è diventato "contagioso", e Gesù Cristo si è rivelato come autentico liberatore. Questo è, per la teologia radicale, il "senso secolare del vangelo": Gesù è stato un uomo libero che ha dato libertà.
In questa prospettiva, van Buren rilegge anche altri concetti tipici della teologia tradizionale:
- "rivelazione" vuol dire che l'uomo Gesù ha mostrato, pienamente realizzato, l'ideale umano;
- "peccato" è semplicemente un tornare indietro nella strada della libertà;
- "giustificazione" non è niente altro che fare ciò che ha fatto Gesù.

Il battesimo stesso è il momento in cui il cristiano si orienta decisamente in questo cammino di liberazione. Si completa così una rilettura di tutto il cristianesimo in chiave etica.

## Superamento della teologia della morte di Dio
Van Buren aveva scritto "Il significato secolare del vangelo" nella convinzione di applicare alla teologia gli strumenti interpretativi della filosofia del linguaggio, dell'analitica. In realtà, fu accusato di non andare oltre il principio di verificazione del Neopositivismo: rifiutare in quanto priva di senso ogni affermazione che non sia verificata dall'esperienza.
Andando oltre le ristrettezze e il dogmatismo del verificazionismo neopositivista, e adoperando il principio d'uso del "secondo" Wittgenstein, van Buren nel suo "Le frontiere del linguaggio" (1972) superò le proprie posizioni precedenti.